# Piotrowice (powiat proszowicki)
Piotrowice – wieś w Polsce położona w województwie małopolskim, w powiecie proszowickim, w gminie Koszyce.
Wieś królewska starostwa nowokorczyńskiego, położona była w drugiej połowie XVI wieku w powiecie proszowskim województwa krakowskiego. W latach 1975–1998 miejscowość należała administracyjnie do województwa kieleckiego.

Integralne części miejscowości: Kolonia, Podskale.
Miejscowość znajduje się na odnowionej trasie Małopolskiej Drogi św. Jakuba z Sandomierza do Tyńca, która to jest odzwierciedleniem dawnej średniowiecznej drogi do Santiago de Compostela.